# Belfy en Lillibit
Belfy en Lillibit, in het Japans Mori no yoki na kobitotachi Belfy to Lilibit, is een Japanse tekenfilm(serie) voor de jeugd uit 1980 en is geschreven door Shigeru Yanagawa en Tomoyuki Miyata.

## Productie en uitzending
De tekenfilmserie Belfy en Lillibit werd in opdracht van het productiehuis Tatsunoko Production gemaakt. In totaal waren er 26 afleveringen gemaakt. In Nederland werd de serie nagesynchroniseerd uitgezonden. Jody Pijper heeft de titelsong ingezongen. De serie was op de KRO te zien (als Belfy en Lillibit) (25 april 1983 - 27 februari 1984) en in België op BRT1 (als Belfi en Lillibit). Maria Lindes verzorgde de stem van Belfy en Trudy Libosan sprak de stem in van Lillibit. In de jaren negentig werd de serie opnieuw bewerkt voor de Nederlandse televisie.
Toen de serie in de jaren negentig opnieuw werd uitgezonden door Fox Kids (1999-2000) en Telekids (1994), werden de namen iets aangepast. Het duidelijkste was natuurlijk de titel, deze was 'Belfy en Lillibit' en was nu ineens 'The Littl' Bits'. Daarnaast waren er ook een paar karakternamen aangepast. Zo was het blonde meisje Belfy(i) nu Lillibit en het bruinharige jongetje Lillibit nu Willybit. Ook werden er in deze versie andere stemmen gebruikt, waaronder die van Paul Groot en Fred Meijer, en werd er tevens een andere introsong gebruikt. Het verschil: in de jaren tachtig werd de serie geïmporteerd vanuit Japan (met de originele Japanse muziek en bewerkt vanaf de Japanse scripts) via waarschijnlijk een ander Europees land (tussenstation), en in de jaren negentig via Amerika met nieuwe muziek van Amerikaanse bodem en scripts aangepast voor de Amerikaanse cultuur, met bijvoorbeeld namen als Lillibit, Willybit, Snagglebit en Elderbit; oftewel: de Littl' Bits. In beide versies werd de serie uitgezonden met een Nederlandstalige vocale leader, waarvan het in beide gevallen naar het Nederlands vertaalde bewerkingen van onder andere de Amerikaanse versie (bij The Littl' Bits) betrof.

## Verhaal
Ergens in een groot magisch woud wonen de elfenjongen Lillibit en het elfenmeisje Belfi samen met hun dwergenvolk "de Fanits" aan de voet van de hoge bergen. Napo (te herkennen aan de blauwe muts) is de zoon van de burgemeester. Samen beleven ze vele avonturen.

## Afleveringen
- 01. Het Kinderfeest
- 02. De dokter krijgt een assistent
- 03. De watermolen
- 04. Het lied van de zevenkleurige glimworm
- 05. Arme Napo
- 06. Mevrouw Mathilde
- 07. Aardbeien in de winter
- 08. De sneeuwvrouw
- 09. Help de wasbeer
- 10. De gele anemoon
- 11. Een lente-gast
- 12. De banden der liefde
- 13. Een bloemenfeest
- 14. Geboren tijdens de storm
- 15. Het geheim van de tempel
- 16. De eekhoorn
- 17. De legende van het rode licht
- 18. Het avontuur van het veulen
- 19. Het 'verdwaalde' ei
- 20. Op naar de blauwe zee
- 21. Aankomst bij zee
- 22. Naar de verre regenboog
- 23. Een aardbeving
- 24. De tuin van vroeger
- 25. De fantastische Fanits
- 26. Ochtendgloren in het Fanitdorp

## Nasynchronisatie
| Personage | Nederlands KRO (1983-1984) | Nederlands RTL en FOX (1994) | Japanse versie (1980) | Amerikaanse versie (1990) |
| --------- | -------------------------- | ---------------------------- | --------------------- | ------------------------- |
| Verteller | ???                        | ???                          | Toshiko Maeda         | ???                       |
| Belfy     | Maria Lindes               | Isa Hoes                     | Youko Asagami         | ???                       |
| Lillibit  | Trudy Libosan              | ???                          | Mayumi Tanaka         | ???                       |

De Nederlandse stemmenregie anno 1983 lag in handen van Meindert de Goede.

## Titelsongs
- Belfy & Lillibit (1983)

Een liedje gezongen door Jody Pijper dat uitlegt wie de twee elfjes zijn, waar ze wonen en wat voor avonturen Belfy en Lillibit in het bos beleven. Het liedje eindigt met de tekst "ga in het kinderuur mee op avontuur, ga mee op avontuur, ga mee op avontuur...". De leader toont hoe het tweetal op ieders een wolk vliegt, om vervolgens hun tocht te vervolgen naar het bos terwijl ze op de rug van een vogel meevliegen. Het filmpje eindigt met een uitzoom en vervolgens een totaaloverzicht van het bos. Opmerkelijk is het feit dat Belfy en Lillibit geen titellogo heeft.
- De Littl' Bits (1994)

Het liedje dat gezongen wordt door een zangeres met daaromheen een koor van meezingers gaat over het dagelijkse doen van de Littl' Bits in het bos waar ze wonen. Waar ze ook gaan of staan, helpen is voor hun geen fout begaan. Het nummer wordt gekenmerkt door het herhalende tekstje "want als je aardig bent voor alles om je heen, breng je geluk aan iedereen...". Het filmpje bestaat uit een montage van scènes uit bestaande afleveringen in een willekeurige volgorde. De laatste paar seconden wordt de leader afgesloten met een inhaking op de muziek: een Littl' Bit op een drumstel (acht paddenstoelen op een afgehakte boomstam) die drumt op de maat van de muziek waarop Lilibit en Willybit - ook op de maat van de muziek - ieders een fakkel naar boven richten.

## In andere talen
- Vlaams: Belfi en Lillibit
- Duits: Die kleinen Zwurze
- Engels: The Littl' Bits
- Frans: Lutinette et Lutinou: Les lutins de la forêt
- Italiaans: Belfy e Lillibit
- Japans: Mori no Youki na Kobito-tachi: Berufi to Rirubitto
- Pools: Filiputki
- Portugees: Belfy e Lilibit
- Spaans: Belfy y Lillibit: Los duendes alegres de bosque